# Arthur Bialas
Arthur Bialas (* 21. November 1930 in Ratibor; † 12. November 2012) war ein deutscher Fußballspieler und -trainer. 1962 war er mit dem SC Empor Rostock Zweiter in der Oberliga und somit Vizemeister im DDR-Fußball. Auch in der Übergangsrunde 1955 hatten die Hanseaten den 2. Platz belegt. Mit 23 Treffern wurde der Angreifer 1961/62 Torschützenkönig der höchsten ostdeutschen Spielklasse.

## Sportliche Laufbahn

### Vereins-, BSG- und Clubstationen
Der im seinerzeit deutschen Oberschlesien geborene Arthur Bialas spielte als Jugendlicher für die SpVgg Ratibor 03 Fußball. Der Stürmer gewann 1953 mit der BSG Einheit Seelow die Bezirksmeisterschaft von Frankfurt (Oder) und verpasste im Anschluss mit seiner Mannschaft nur knapp den Aufstieg in die zweitklassige DDR-Liga.
1953/54 spielte er für die BSG Motor Altenburg in der Liga (17 Tore in 24 Spielen), bevor er sich nach der Saison zusammen mit seinem Bruder Franz Bialas der in diesem Zeitraum an die Ostseeküste verlegten und dem SC Empor Rostock zugeordneten BSG Empor Lauter anschloss und folgte somit dem Versprechen in Rostock doppeltes Gehalt, eine schöne neue Wohnung in der City, einen Garten an der Küste und Ferienplätze am Meer zu erhalten. Er war Teil jener Elf, die in der neuen Heimat, dem Ostseestadion, am 14. November 1954 unter Empor-Trainer Oswald Pfau erstmals vor Rostocker Publikum auflief und ein 0:0 gegen Chemie Karl-Marx-Stadt erspielte. Bialas stand auch in der 3. Runde im FDGB-Pokal gegen Empor Wurzen (4:1) auf dem Platz und war somit am ersten Pflichtspielsieg des neuen Clubs aus dem Bezirk Rostock beteiligt. Nachdem Empor in der Oberliga bis  einschließlich des 15. Spieltags kein einziges Punktspiel gewinnen konnte und lediglich ein Unentschieden einfuhr, somit in der Tabelle vom ersten auf den zwölften Platz abfiel und sich in Abstiegsgefahr begab – Bialas bestritt bis dorthin jedes Pflichtspiel für Rostock –, folgte am 16. Spieltag der Oberliga-Saison 1954/55 gegen die BSG Motor Zwickau (3:0) der erste Oberliga-Sieg in der noch jungen Vereinshistorie, an dem er seinen Anteil hatte. Wenige Tage vor diesem Sieg stellte sich das Oberliga-Kollektiv auf Anregung der Gesellschaft für Deutsch-Sowjetische Freundschaft (DSF) im Haus der Freundschaft der Kritik Rostocker Werktätiger, die Gründe für die Sieglosserie seit der Gründung des Clubs erfahren wollten. Bis 1962 erzielte er in 152 Oberligaspielen 79 Tore und weitere 16 Treffer in 22 Partien in der Liga.
Sein größter sportlicher Erfolg waren der Gewinn der Vizemeisterschaft 1962 und der Gewinn der Torjägerkrone (23 Tore) in diesem auf drei Halbserien ausgedehnten Spieljahr. Außerdem stand er mit den Rostockern dreimal im Finale des FDGB-Pokals. Sowohl 1955 als auch 1957, dort mit einem eigenen Treffer, und 1960 konnte die Empor-Elf die Endspiele jedoch nicht für sich entscheiden. Auf dem Höhepunkt seines sportlichen Ruhms wechselte Bialas im Sommer 1962 in die DDR-Liga zur BSG Stahl Eisenhüttenstadt, bei der er zunächst Spielertrainer war.

### Auswahleinsätze
Im April 1956 war Bialas als Spieler einer B-Elf unter den Augen Sepp Herbergers einziger Torschütze bei einem Aufeinandertreffen zweier DDR-Auswahlmannschaften zur Vorbereitung auf die Olympischen Sommerspiele im selben Jahr, da zu jenem Zeitpunkt die Entsendung einer gesamtdeutschen Mannschaft im Raum stand – letztlich nahm aber die vom DFB verantwortete Amateurnationalmannschaft am Olympiaturnier teil.
Am 16. April 1961 bestritt er beim 0:2 in Budapest gegen Ungarn sein einziges Länderspiel für die DDR. Die Partie war Teil der Qualifikation für WM 1962 in Chile. In der B-Nationalmannschaft wurde er im Spätsommer dieses Jahres ebenfalls einmal eingesetzt.

## Trainerlaufbahn
Nach der Beendigung seiner Karriere als aktiver Spieler wegen einer Meniskusverletzung wirkte er bis 1968 weiter als Trainer in Eisenhüttenstadt. Weitere Stationen waren die BSG Chemie Zeitz und die BSG Motor Hennigsdorf.

## Trivia
- Bei der Umfrage zum DDR-Sportler des Jahres 1961 belegte Arthur Bialas den zweiten Platz hinter Seriensieger Täve Schur. Grund hierfür waren massenhaft ausgelegte Unterschriftenlisten vor jedem Heimspiel im Ostseestadion.
- Aufgrund seiner Torgefährlichkeit im Strafraum wurde er als 8-Meter-Torjäger bezeichnet.